# Bulbostylis wilsonii
Bulbostylis wilsonii là một loài thực vật có hoa trong họ Cói. Loài này được (Britton) Urb. mô tả khoa học đầu tiên năm 1929.